# Stichting tot Behoud van de Bananensector in Suriname
De Stichting tot Behoud van de Bananensector in Suriname (SBBS) was van 2002 tot 2014 een Surinaams staatsbedrijf dat zich bezighield met de verbouw en export van bananen.

## Oprichting
De SBBS werd in 2002 opgericht met het doel de bananensector in Suriname veilig te stellen nadat de corporatie Surland failliet was gegaan. Financiering van de aflossing van de schulden en voor nieuwe investeringen kwam voor een belangrijk deel van de Europese Unie.
Suriname verkreeg als voormalige Nederlandse kolonie voordelige importregelingen bij de EU. De productie werd voortgezet op de gronden in Nickerie en Jarikaba. Een andere overeenkomst met Surland waren de stakingen die ook de SBBS parten speelden. Na de stakingen van 2008 volgde in 2009 de wereldwijde economische crisis. Hierdoor lukte het de SBBS ook dat jaar niet om uit de rode cijfers te komen.

## Overname en voortzetting als FAI
In 2010 richtte de nieuwe regering Bouterse I de Investment & Development Corporation Suriname (IDCS) op met het doel om buitenlandse investeerders te vinden voor noodlijdende Surinaamse staatsbedrijven. Ook de SBBS werd bij de IDCS in de etalage gezet.
Rond augustus 2012 meldde de Belgische multinational UNIVEG van Hein Deprez (Greenyard) zich voor besprekingen. In januari 2014 tekenden UNIVEG en Hendrik Setrowidjojo, de minister van Landbouw, Veeteelt en Visserij, de koopovereenkomst. Hiermee was een bedrag van 30 miljoen Amerikaanse dollar gemoeid, waarbij de Surinaamse overheid 10 procent van de aandelen behield. Het bedrijf ging verder onder de naam Food and Agriculture Industries (FAI).
Begin 2020 deed Deprez de Surinaamse overheid het aanbod om het bedrijf inclusief de schulden over te nemen voor een euro. Voordat er een overeenkomst was, vertrok Deprez en de andere buitenlandse directieleden op 13 februari het land. In oktober 2020 kondigde president Chan Santokhi aan een plan voor de doorstart van het bedrijf voorbereid te hebben. In november kwam minister Sewdien de overname van alle aandelen overeen met de Belgische eigenaar. De schuldenlast van FAI bedroeg in juni 2021 21 miljoen Amerikaanse dollar.